# Saint-Cyr-sous-Dourdan
Saint-Cyr-sous-Dourdan är en kommun i departementet Essonne i regionen Île-de-France i norra Frankrike. Kommunen ligger i kantonen Saint-Chéron som tillhör arrondissementet Étampes. År 2022 hade Saint-Cyr-sous-Dourdan 957 invånare.

## Befolkningsutveckling
Antalet invånare i kommunen Saint-Cyr-sous-Dourdan
| Referens: INSEE |